# Legítima defensa (película de 2022)
Legítima defensa es una película de suspenso dramático policial argentina de 2022 dirigida por Andrea Braga. Narra la historia de un pueblo que sufre una ola de asesinatos misteriosos posiblemente causados por los productos tóxicos de una empresa cerealera. Está protagonizada por Alfonso Tort, Javier Drolas y Violeta Urtizberea. La película se estrenó mundialmente el 7 de noviembre de 2022 durante el Festival Internacional de Cine de Mar del Plata, mientras que su estreno comercial en las salas de cines de Argentina fue  el 23 de febrero de 2023.

## Sinopsis
Sigue la vida de Eduardo, un fiscal que retorna a su ciudad natal para investigar una serie de asesinatos que involucra la aparición de cuerpos ensangrentados sin señales de lesiones. Para lograr cumplir con la investigación, Eduardo cuenta con la ayuda de su viejo amigo Ramiro, el comisario del pueblo y su esposa Paula, con quién está en una plena búsqueda de tener un hijo.

## Elenco
- Alfonso Tort como Eduardo Pastore
- Javier Drolas como Ramiro Sartori
- Violeta Urtizberea como Paula
- Juan Nemirovsky como Franco
- Sofía Saborido como Camila
- Emilia Ladogana como Teté
- José Luis Jaimes como Keller

## Recepción

### Comentarios de la crítica
La película recibió críticas positivas por parte de los expertos. Horacio Bernades de Página 12 destacó que «Legítima defensa es una película coherente en tono, estilo, actuaciones y tiempo de duración de cada plano». Alejandro Lingenti de La Nación señaló «Legítima defensa es una película lúgubre y cargada de la tensión que tienen los buenos thrillers» y elogió la interpretación del trio protagónico (Tort, Drolas y Urtizberea) diciendo que «son puntos de apoyo sólidos para una historia cuyo clima denso se sostiene de principio a fin».